# Аврамово (област Благоевград)
Вижте пояснителната страница за други значения на Аврамово.
Авра̀мово е село в Югозападна България. То се намира в община Якоруда, област Благоевград.

## Население

### Етнически състав
Преброяване на населението през 2011 г.
Численост и дял на етническите групи според преброяването на населението през 2011 г.:
|                     | Численост |
| Общо                | 723       |
| Българи             | 96        |
| Турци               | 582       |
| Цигани              | -         |
| Други               | -         |
| Не се самоопределят | -         |
| Неотговорили        | 45        |

## География
Село Аврамово се намира в планински район. Разположено е в Аврамовата седловина, която разделя планините Рила и Родопи. Отстои на 18 km от общинския център – Якоруда.

## История
Селото е образувано през 1955 г. от населените места Аврамови колиби, Планковци, Тиберова и Хърльова махала, и село Бабяк.

## Забележителности
Тук се намира най-високата железопътна гара на Балканите, с надморска височина 1267 m. ЖП гара Аврамово е гара по единствената теснолинейна жп линия в България, с междурелсие 760 mm, свързваща градовете Септември, Велинград, Якоруда, Разлог, Банско и Добринище. Линията е една от най-живописните в цяла Европа и същевременно важна за местното население, което през зимата няма друг транспорт към по-големите градове като Разлог и Велинград.

## Галерия
- Гара Аврамово, 2021 г.
- Сградата на кметството, 2021 г.